# 全国经济委员会 (汪精卫国民政府)
全国经济委员会是汪精卫国民政府统掌经济的最高机构。

## 历史沿革
1941年1月，全国经济委员会正式成立，汪精卫出任委员长，周佛海任副委员长，陈君慧任秘书长，隶属行政院。成立时宣布其职责与抗日战争爆发前国民政府全国经济委员会一致。
1943年1月，南京最高国防会议决定将全国经济委员会改组为最高经济审议机关，归汪精卫国民政府直辖，由行政院长汪精卫任委员长，华北政务委员会委员长王揖唐、行政院副院长周佛海任副委员长，并以外交、财政、实业、建设、粮食各部部长以及华北财务、实业、建设各署督办担任委员会的当然委员。同时陈君慧仍任秘书长，并成立顾问室与经济调查研究所，聘请日本人担任最高经济顾问。
1945年8月，汪精卫国民政府及全国经济委员会解散。